# Parc animalier et botanique de Branféré
Parc animalier et botanique de Branféré is een dierentuin en botanische tuin in Le Guerno, in Bretagne, Frankrijk.

## Geschiedenis
Van 1662 tot 1988 was de tuin een privélandgoed, met een kasteel dat in 1848 gebouwd werd door de familie van Freslon Freslonnière. Het werd in 1884 gekocht door Casimir Jourde, wiens kleinzoon Paul natuurschilder en wereldreiziger werd. In de jaren dertig besloten Paul en zijn vrouw, Hélène Castori, nadat ze een wildreservaat hadden ontdekt dat werd beheerd door Khengarji III, Maharao van Kutch, een 'dierenparadijs' te creëren in Branféré door exotische dieren van over de hele wereld te laten acclimatiseren in het terrein en vrij rond te lopen, waardoor een park ontstond waar dieren en mensen elkaar konden ontmoeten. In 1965 werd het park na dertig jaar ontwikkeling opengesteld voor het publiek en in 1988 werd het nagelaten aan de Fondation de France.

## Dieren
Vandaag de dag houdt het park zo'n 1000 dieren van ongeveer 150 soorten, waaronder antilopen, gibbons, nijlpaard, lemuren, lama, prairiehonden, tapirs, wallabies, zebra's, en jaks. Daarnaast leven er ook flamingo's, papegaaien, pelikanen en ooievaars. Op het terrein zijn sinds de 18e eeuw botanische beplantingen te zien en vandaag de dag staan er zo'n 70 soorten bomen en struiken, waaronder araucaria's, azalea's, camelia's, rododendrons, sequoia's en een 300 jaar oud exemplaar dat vermeld staat als een van de opmerkelijke bomen in Frankrijk.

### Fokprogramma's
Het park neemt deel aan meerdere internationale fokprogramma's en coördineert en beheert het EEP-stamboek voor de witvleugelboseend.

## Galerij

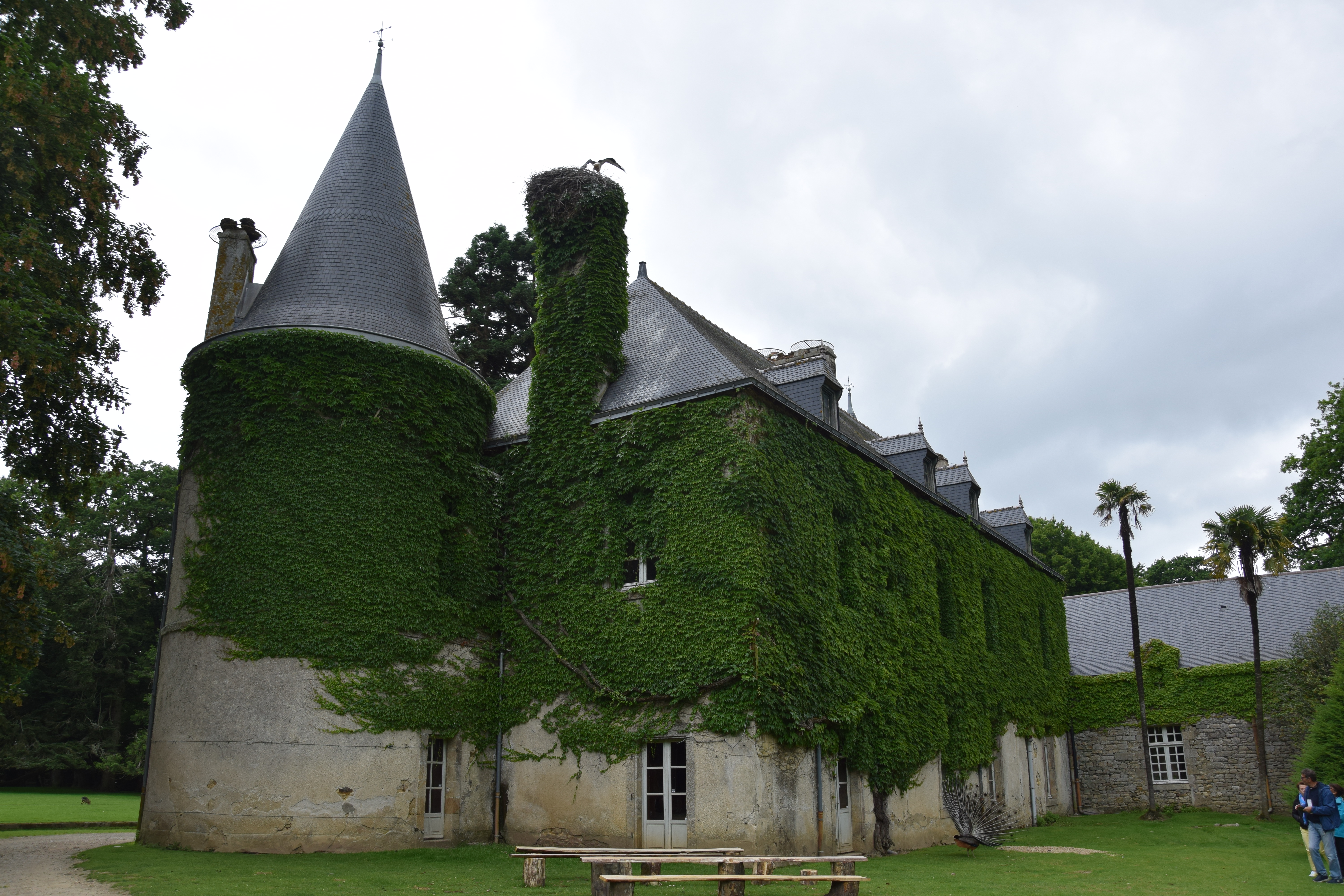
Het kasteel
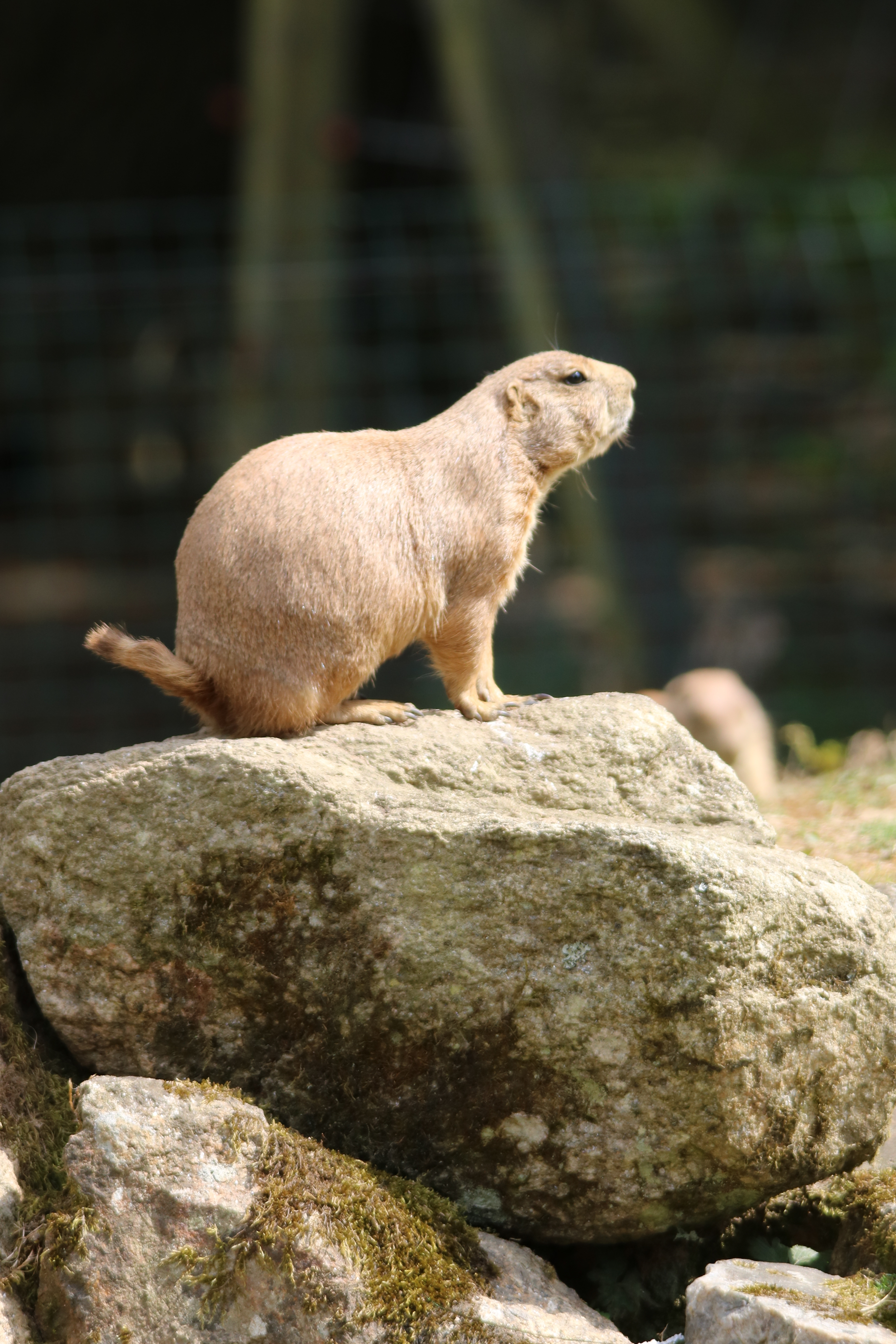
Zwartstaartprairiehond
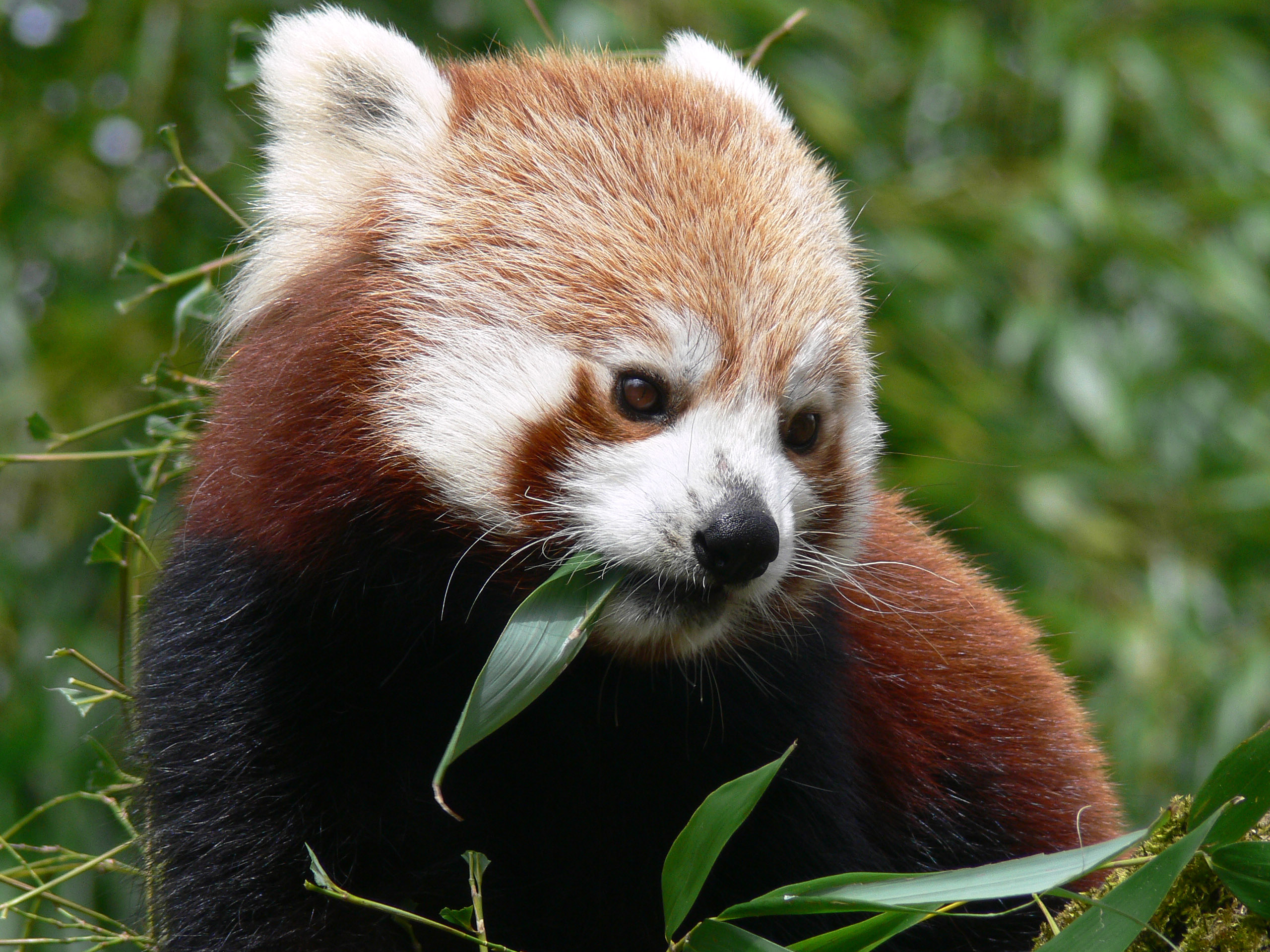
Kleine panda
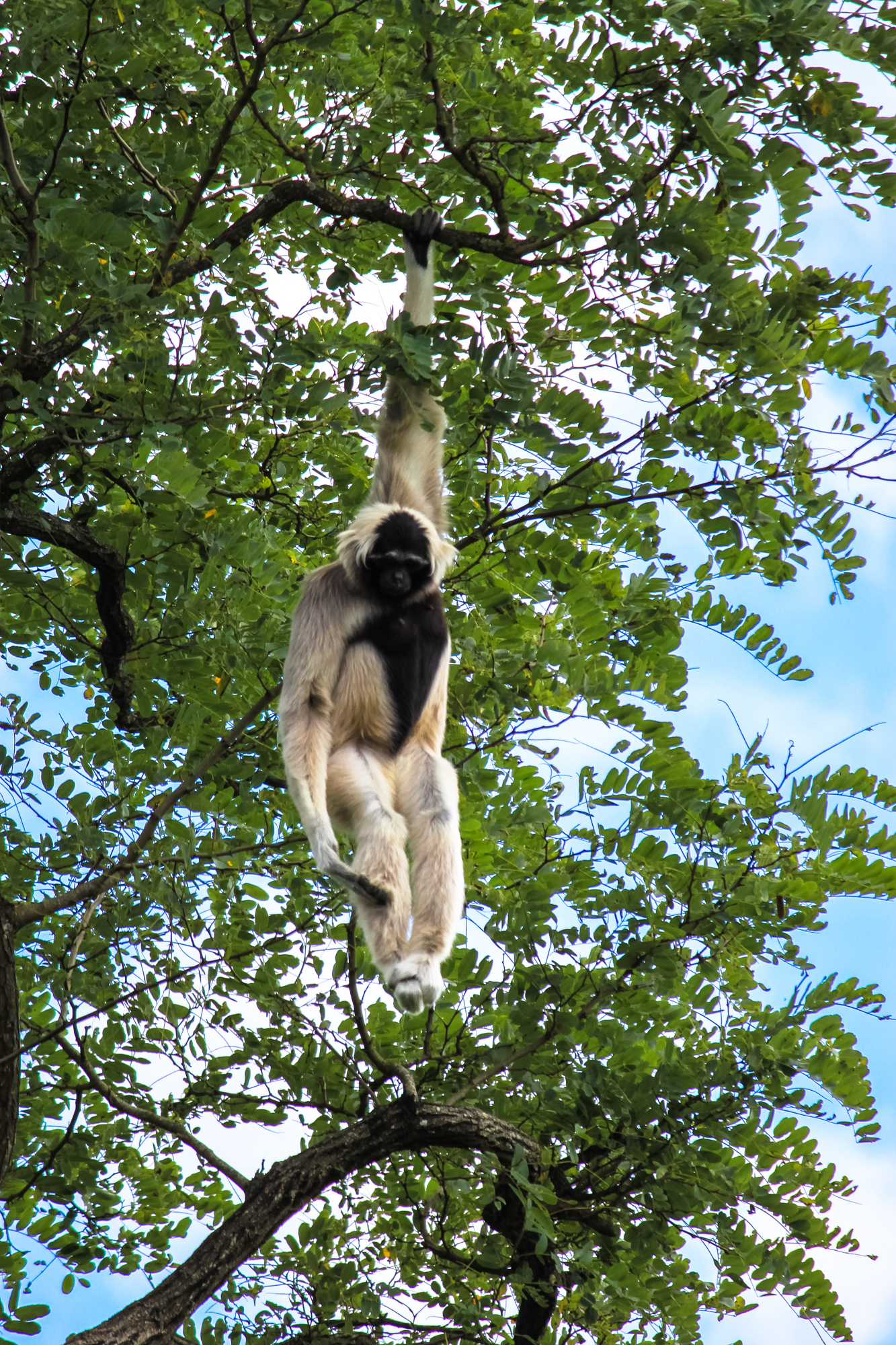
Zwartkoplar
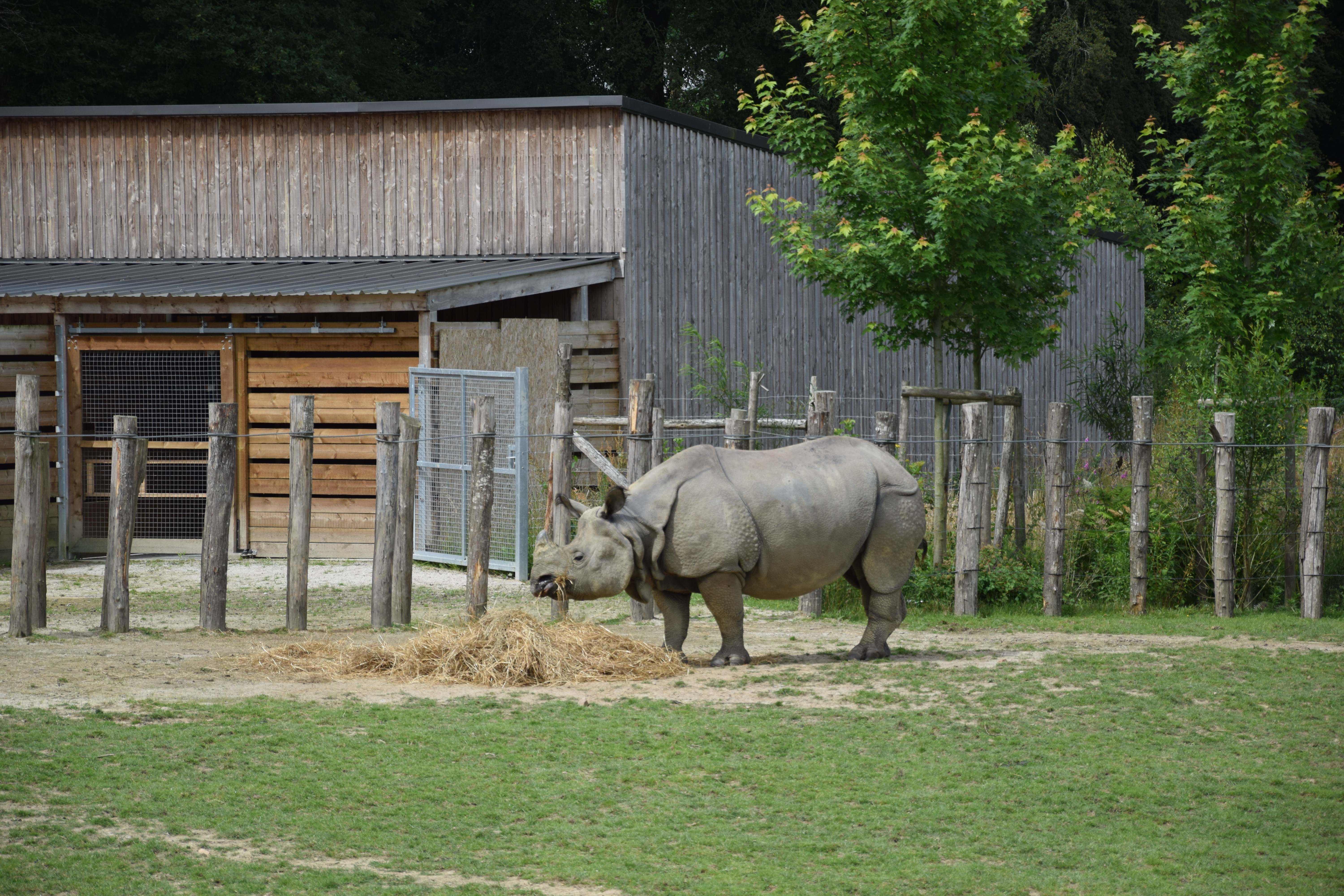
Indische neushoorn
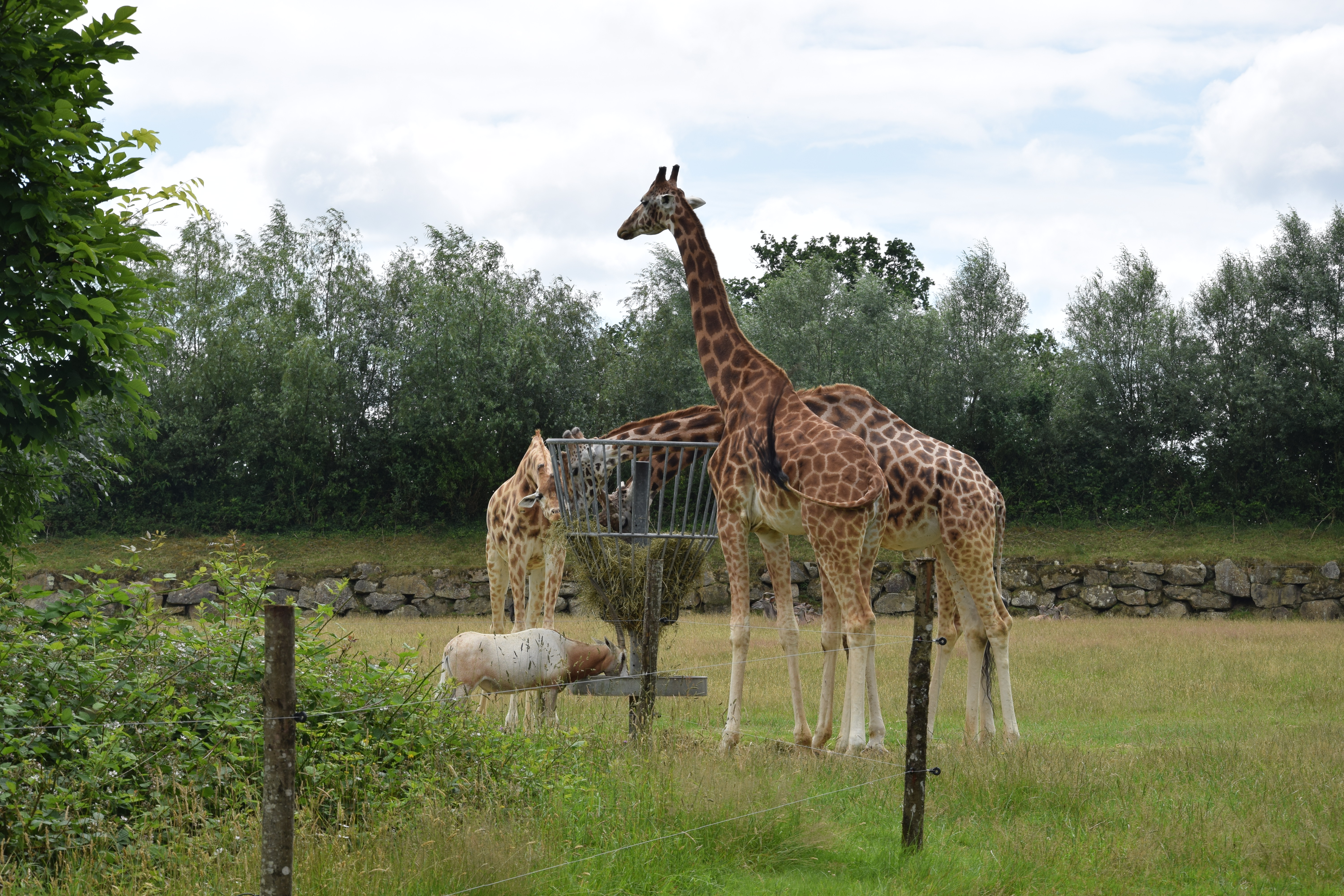
Giraffen en algazel
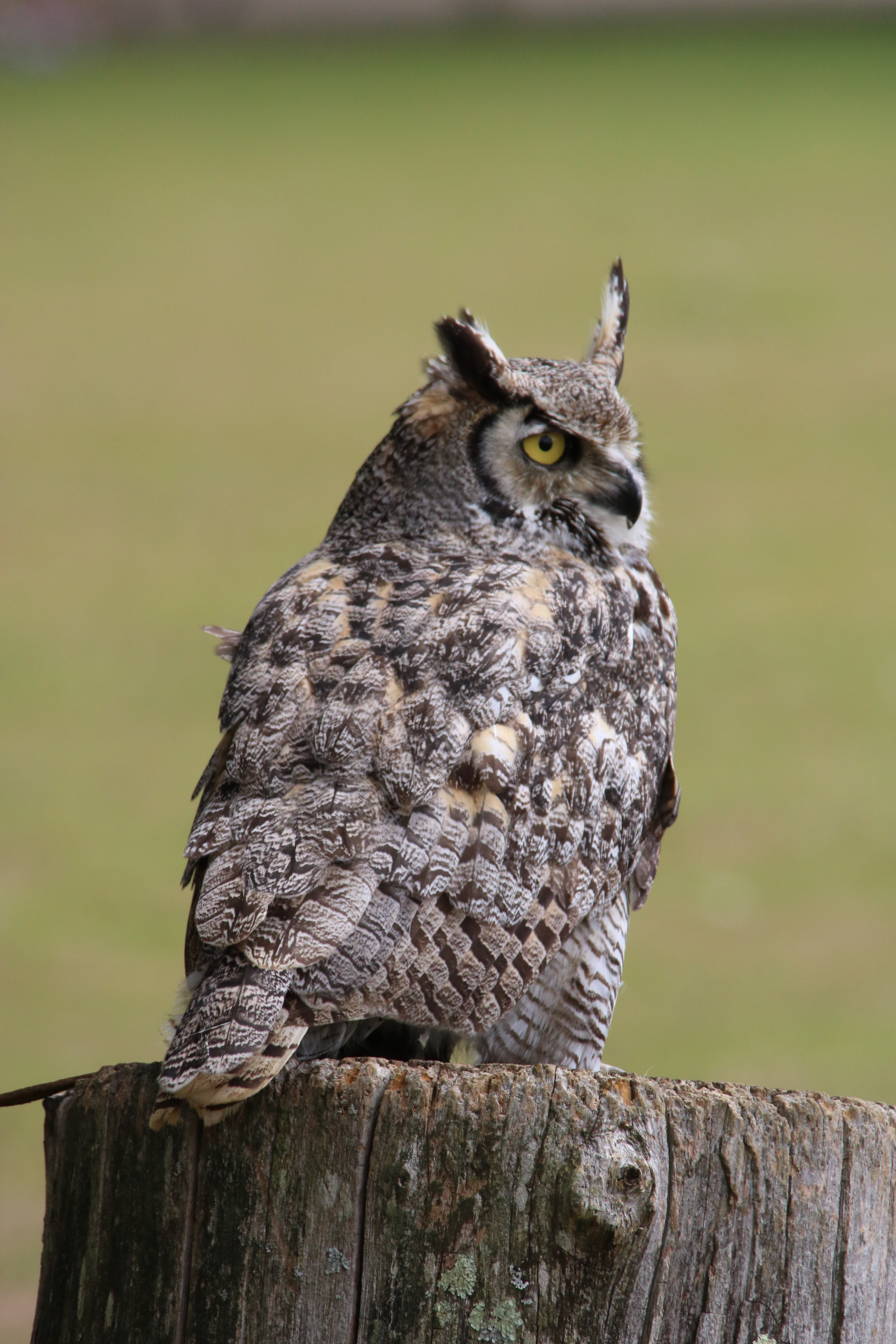
Amerikaanse oehoe
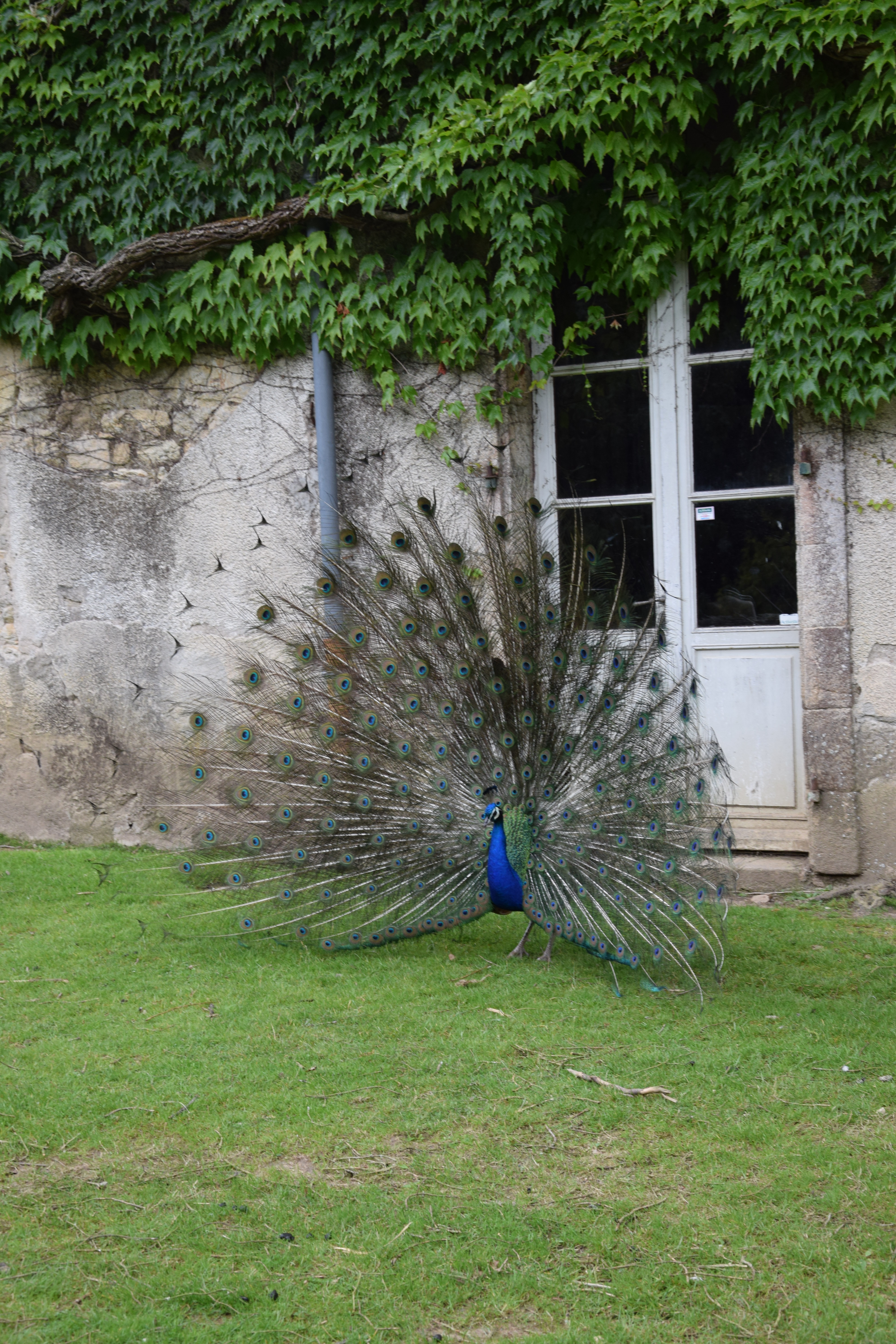
Blauwe pauw
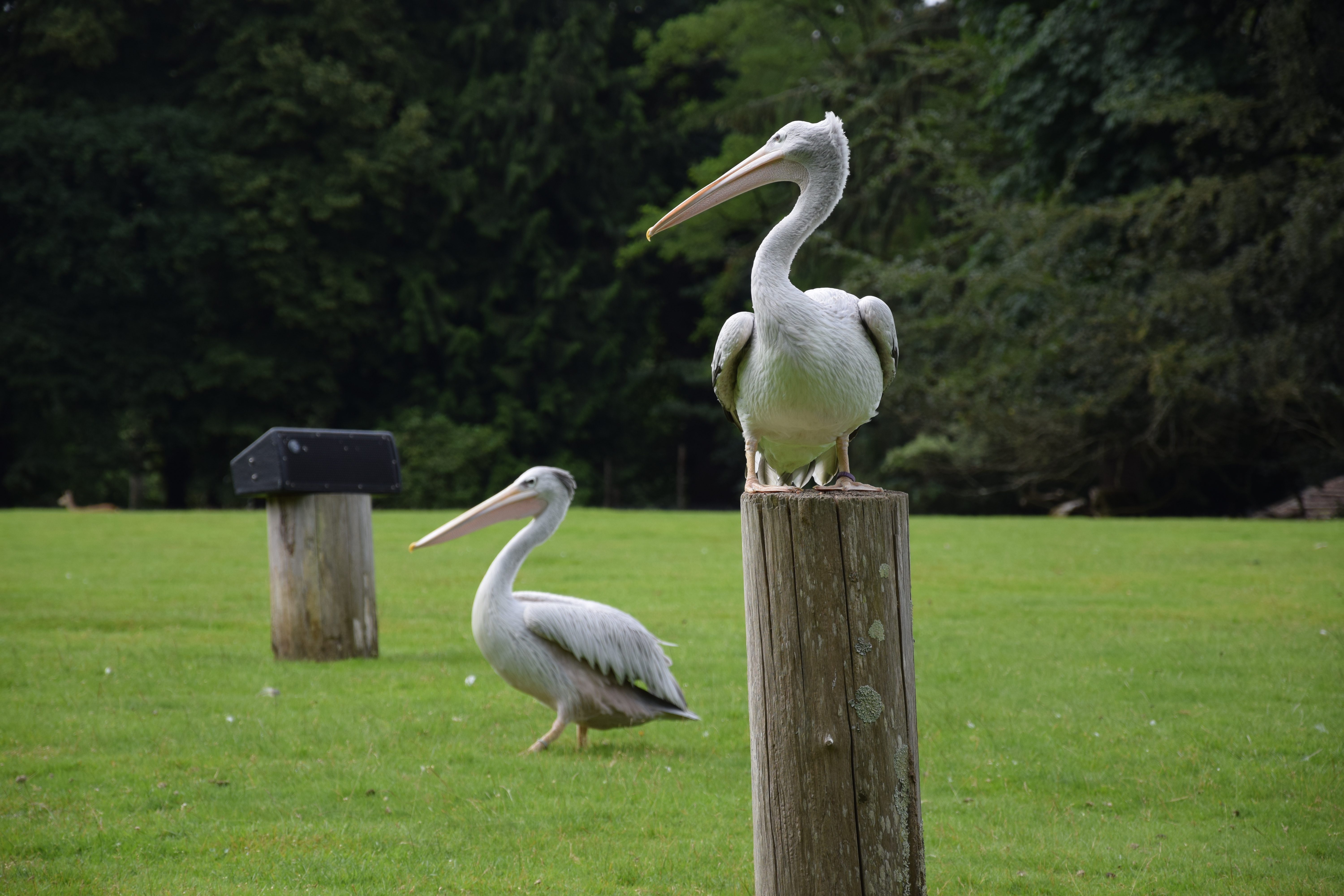
Kleine pelikanen